# Gladston (iron)
Gladston (iron) — залізний метеорит масою 736600 грам.